# إيمانويل ديرمتساكيس
إيمانويل ثيوفيلوس ديرمتساكيس (من مواليد 3 أبريل 1972) هو عالم وراثة بشرية يوناني وأستاذ في قسم الطب الوراثي والتنمية في جامعة جنيف، حيث يشغل أيضًا منصب مدير مركز جينوم الصحة 2030. وهو باحث ISI عالي الاستشهادات وعضو منتخب في منظمة البيولوجيا الجزيئية الأوروبية. وهو عضو في المعهد السويسري للمعلوماتية الحيوية، حيث تركز مجموعته البحثية على علم الوراثة وعلم الجينوم للسمات المعقدة لدى البشر.

## السنوات المبكرة
ديرمتساكيس تخرج من المدرسة الثانوية في باجراتي، أثينا. كان حلمه في أن يصبح متخصصًا في علم الوراثة تم تحفيزه بواسطة صفحتين عن الهندسة الوراثية في كتاب علم الأحياء في المناهج الدراسية. كان والده طبيبًا وزميلًا سابقًا للبروفيسور فوتيس كفاتوس، الذي ألهمه لدخول مجال البحث لاحقًا.

## التعليم
أكمل ديرمتساكيس درجة الدراسات العليا في علم الأحياء من جامعة كريت في عام 1995 ثم حصل على درجة الماجستير في العلوم من نفس الجامعة في عام 1997. وأثناء مقابلة له، اعترف بأنه لم يحقق درجة عالية في شهادته الأولى، ومع ذلك فقد ساعدته مسيرته في البحث على متابعة دراسات الدكتوراه في الولايات المتحدة. أكمل أطروحة الدكتوراه في تطور مكونات تنظيم الجينات في ذبابة الفاكهة والثدييات في جامعة ولاية بنسلفانيا في عام 2001. ثم أكمل دراسات ما بعد الدكتوراه في كلية الطب بجامعة جنيف في عام 2004 بأبحاثه حول تحليل الجينوم المقارن والوظيفية توصيف العناصر غير الجينية المحفوظة.

## العمل
بعد الانتهاء من دراسته، انتقل ديرمتساكيس إلى المملكة المتحدة، حيث عمل كقائد مجموعة وعضو في المجلس الأكاديمي في معهد ويلكوم سانجر من 2004 إلى 2009. واصل مسيرته البحثية في سويسرا، كأستاذ علم الوراثة في قسم الطب الوراثي والتنمية في جامعة جنيف وفي مراكز الأبحاث بما في ذلك <Frontiers in Genetics> والمعهد السويسري للمعلوماتية الحيوية في جنيف. شغل منصب مدير مركز الجينوم الصحة 2030، وهو عضو في مؤسسة البحوث الطبية الحيوية التابعة لأكاديمية أثينا في اليونان. في نوفمبر 2019، تم تعيينه رئيسًا للمجلس الوطني اليوناني للبحوث والتكنولوجيا والابتكار، ولكن بعد بضعة أشهر استقال، بعد أن قال إن دوره في المجلس كان مجرد ديكور. في أكتوبر 2020، تم تعيينه مديرًا لمعهد علم الوراثة وعلم الجينوم في جنيف (المعروف أيضًا باسم <iGE3>).

## التميز
نشر ديرمتساكيس أكثر من 160 ورقة بحثية في مجلات علمية محكمة مثل نيتشر وساينس مع أكثر من 89000 اقتباس. قبل بلوغه سن الأربعين، كان مدرجًا بالفعل في قائمة تومسون رويترز للباحثين المعتمدين في مجال البيولوجيا الجزيئية وعلم الوراثة. تم تمويل أبحاثه من قبل مجلس البحوث الأوروبي (ERC)، والاتحاد الأوروبي، ومؤسسة العلوم الوطنية السويسرية، ومعاهد الصحة الوطنية الأمريكية (NIH)، وصندوق ويلكم، ومؤسسة أبحاث مرض السكري لليافعين (JDRF)، ومؤسسة لويس-جانيت. حصل ديرمتساكيس على العديد من الجوائز ولا يزال يظهر في قائمة ISI الباحثون ذوو الاستشهادات العالية كل عام اعتبارًا من 2014 فصاعدًا.

## المساهمات العلمية
كان ديرمتساكيس من أوائل العلماء الذين كشفوا عن أهمية الحمض النووي غير المشفر في التطور وقابلية المرض. أظهرت أوراقه الأساسية حول تطور العناصر التنظيمية الطبيعة الديناميكية للتسلسلات التنظيمية. كانت مجموعته رائدة في تحليل المتغيرات التنظيمية غير المشفرة في الجينوم البشري وتأثيرها على تنظيم التعبير الجيني، وأنماط الكروماتين والتفاعلات التنظيمية وتفاعلات الجينوم ثلاثي الأبعاد في المتغيرات التنظيمية لرابطة الدول المستقلة والمتغيرات التنظيمية وكيف تؤثر على الوظيفة الخلوية وكذلك المرض القابلية للإصابة والسرطان.
لعب دورًا رائدًا في العديد من مشاريع الجينات الدولية الكبرى مثل موسوعة عناصر الحمض النووى (ترميز) ومشروع هاب ماب الدولي وGTEx، ومؤخراً في التحالف الدولي للأمراض الشائعة (ICDA).

## الحياة الشخصية
مانوليس ديرميتساكيس متزوج من المحامية ريا كيشاجيا ولديهما ثلاثة أطفال.